# Vallée de la Burdinale
Vallée de la Burdinale este o arie protejată (arie specială de conservare — SAC, sit de importanță comunitară — SCI, arie de protecție specială avifaunistică — SPA) din Belgia întinsă pe o suprafață de 291,81 ha, integral pe uscat.

## Localizare
Centrul sitului Vallée de la Burdinale este situat la coordonatele 50°34′28″N 5°07′21″E / 50.574448°N 5.12252°E.

## Înființare
Situl Vallée de la Burdinale a fost declarat arie de protecție specială avifaunistică în aprilie 2016 pentru a proteja 7 specii de animale. Alte tipuri de protecție:
- sit de importanță comunitară (în ianuarie 2004)
- arie specială de conservare (în aprilie 2016)[1][3][4]

## Biodiversitate
Situată în ecoregiunea atlantică, aria protejată conține 7 habitate naturale: Liziere de ierburi înalte hidrofile de câmpie și de nivel montan până la alpin, Peșteri inaccesibile publicului, Păduri de fag acidofile atlantice, cu subarboret de Ilex și, uneori, de asemenea, Taxus, la nivelul arbuștilor (Quercion robori-petraeae sau Ilici-Fagenion), Păduri de fag Asperulo-Fagetum, Păduri de fag din Europa Centrală dezvoltate pe sol calcaros cu Cephalanthero-Fagion, Păduri pe pante, grohotișuri și ravene de Tilio-Acerion, Păduri aluvionare cu Alnus glutinosa și Fraxinus excelsior (Alno-Padion, Alnion incanae, Salicion albae).
La baza desemnării sitului se află mai multe specii protejate:
- păsări (2): pescăruș albastru (Alcedo atthis), ciocănitoarea de stejar (Dendrocopos medius)
- amfibieni (1): triton cu creastă (Triturus cristatus)
- mamifere (1): liliac cărămiziu (Myotis emarginatus)
- nevertebrate (1): Unio crassus
- pești (2): zglăvoacă (Cottus gobio), cicar (Lampetra planeri)

Pe lângă speciile protejate, pe teritoriul sitului au mai fost identificate 4 specii de amfibieni, 10 specii de mamifere, 2 specii de reptile.